# (11594) 1995 HP
(11594) 1995 HP là một tiểu hành tinh vành đai chính. Nó được phát hiện bởi Seiji Ueda và Hiroshi Kaneda ở Kushiro, Hokkaidō, Nhật Bản, ngày 27 tháng 4 năm 1995.